# Chromatieren
Chromatieren bezeichnet eine Gruppe von Verfahren der Oberflächentechnik. Dabei werden auf metallischen Oberflächen durch die Einwirkung von Chromsäure komplexe Chromsäuresalze (Chromate) gebildet. Bei diesem Vorgang wird der Grundwerkstoff angelöst. Die gelösten Metallionen des Grundwerkstoffs werden in die Chromatschicht eingebaut. Die so erhaltenen Chromatschichten zählen zu den Passivierungsschichten, d. h., sie sind anorganische nichtmetallische Schutzschichten. Großtechnisch wird das Chromatieren hauptsächlich auf Zink und Aluminium angewendet.

## Anwendung
Die häufigste Funktion von Chromatschichten ist der Korrosionsschutz, sie können aber auch zur Erzeugung eines Haftgrundes für nachfolgende Schichten, als Anlaufschutz (bei Silber), zur Verringerung der Sichtbarkeit von Fingerabdrücken oder zur Veränderung des Aussehens (Glanz, Farbe) eingesetzt werden. Chromatierungsverfahren können auf Aluminium, Magnesium, Silber, Cadmium und Zink angewendet werden.
Große technische Bedeutung hat das Chromatieren von Zink erlangt. Sehr oft werden Stahlteile zunächst galvanisch verzinkt und dann chromatiert. Wenn Teile aus Zinkdruckguss chromatiert werden sollen, dann werden diese Teile meistens vorher galvanisch verzinkt. Seltener wird der Zinkdruckguss direkt chromatiert.
Das Chromatieren von Zink erfolgt durch Eintauchen in eine Lösung aus Chromsäure und verschiedenen Zusatzstoffen. Dabei bildet sich ohne das Anlegen einer elektrischen Spannung (stromlos) eine sehr dünne chemische Umwandlungsschicht (Konversionsschicht). Die Schichtdicken betragen 0,01…1,25 µm. Beim Chromatieren kann es zu einem Abtrag von der Zinkoberfläche kommen.

## Unterscheidung von Chromatierungsarten
Die Chromatierungsarten werden nach ihren Farben unterschieden:
| Farbe       | Beschreibung |
| ----------- | --- |
| transparent | Diese Chromatierungsschicht ist unauffällig und wird meistens visuell nicht wahrgenommen. Sie ist Chrom(VI)-frei, der Korrosionsschutz ist relativ schwach. |
| Blau        | Unter diesem Farbton ist nur eine ganz leichte bläuliche Färbung zu verstehen. Der Übergang zu transparent ist oft fließend. Der metallische Charakter der Oberfläche bleibt vollständig erhalten. Diese Schicht gibt es Chrom(VI)-frei oder Chrom(VI)-haltig, der Korrosionsschutz ist relativ schwach. |
| Gelb        | Diese Farbe ist nicht mit einem Post-Gelb zu vergleichen, sondern eher mit einem abgetönten Goldton. Der Farbton ist oft etwas uneinheitlich und kann stellenweise ins Rötliche oder Grünliche übergehen. Dieser Effekt wird als „irisierend“ bezeichnet. Die Schicht ist Chrom(VI)-haltig. Dieses Verfahren hat wegen seines hervorragenden Korrosionsschutzes und seiner Wirtschaftlichkeit große Verbreitung gefunden. Inzwischen werden irisierende gelbe Schichten auch auf Basis des weniger toxischen Chrom(III) hergestellt. Der schimmernde Effekt unterscheidet chromatierte Werkstücke von solchen aus Messing, die zumindest durch natürliche Patinierung im Laufe der Zeit einen satteren Farbton annehmen. |
| Oliv        | Dieser Farbton ist sehr kräftig und ähnelt eher einer nicht besonders schönen Lackierung. Der Metallcharakter der Oberfläche geht weitgehend verloren. Die Schicht ist Chrom(VI)-haltig, der Korrosionsschutz ist ebenfalls sehr gut. |
| Schwarz     | Der Farbton ist weniger kräftig als bei einer Lackierung, der Metallcharakter der Oberfläche bleibt teilweise erhalten. Die Schicht gab es lange Zeit nur Chrom(VI)-haltig, durch Nachfrage wurde aber auch hier eine Chrom(VI)-freie Chromatierung entwickelt, der Korrosionsschutz ist mittel bis gut. Die Schwarzchromatierung sollte man nicht mit der Schwarzverchromung verwechseln. |

Im Volksmund werden häufig alle Arten von Chromatschichten als Chromatierung bezeichnet. Korrekt wäre jedoch die Bezeichnung Passivierung für alle RoHS-konformen Schichten, also Chrom(VI)-freie Schichten. Die Bezeichnung Chromatierung wird hierbei nur bei Cr(VI)-haltigen Chromatschichten benutzt.

## Chromatieren und RoHS
Aufgrund neuer gesetzlicher Richtlinien, wie der EU-Altfahrzeugverordnung, der RoHS-Richtlinie und der REACh-Verordnung sind Chromatierungen mit krebserregenden Chrom(VI)-haltigen Stoffen in vielen Bereichen nicht mehr zulässig. Dadurch entstand ein großes Interesse an Chrom(VI)-freien Alternativen.
Auch bei Chrom(III)-Passivierungen lassen sich unterschiedliche Farbtöne realisieren (meistens bläulich-transparent oder schwarz). Um einen gleichwertigen oder noch besseren Ersatz für die auch heute noch verbreitete Chrom(VI)-haltige Gelbchromatierung zu finden, wurden verschiedene Wege erprobt:
- Verstärkung der vergleichsweise schwächeren Chrom(III)-haltigen Chromatierungen durch nachträgliche Versiegelung
- Erzielung der gewünschten Korrosionsbeständigkeit durch Umstellung der vorgelagerten Verzinkung von Reinzink auf eine Zinklegierungsschicht (ZnFe, ZnNi oder ZnCo)
- Umstellung von der Chromatierung auf die Dickschichtpassivierung
- Verwendung von Behandlungsbädern, die komplexe Titan- oder Zirkonfluoride enthalten, die eine Passivierungsschicht aus Titan- bzw. Zirkoniumoxid bilden

Die Entwicklung auf diesem Gebiet ist noch nicht abgeschlossen.